# Émile Steffe
Émile Steffe (* 10. Mai 1889 in Anzin; † 24. August 1916 in Maurepas, Somme) war ein französischer Turner.

## Leben und Karriere
Steffe turnte für den Verein Société de Gymnastique de la Vaillante aus dem nordfranzösischen Valenciennes. Er nahm als Mitglied der französischen Turnriege an den Olympischen Sommerspielen 1908 in London teil, die den Mannschaftsmehrkampf auf dem fünften Rang unter acht teilnehmenden Nationen mit insgesamt 319 von 480 möglichen Punkten beendete. Der Mehrkampf bestand aus einer bis zu 30 Minuten dauernden Gruppenübung nach dem schwedischen System. Der 40-köpfigen Riege gehörten außerdem Léon Bogart, Albert Borizée, Nicolas Constant, Charles Courtois, Henri Debreyne, Louis Delattre, Alfred Delescluse, Louis Delescluse, Georges Demarle, Joseph Derou, Camille Desmarcheliers, Charles Desmarcheliers, Édmond Dharancy, Georges Donnet, Émile Duhamel, Albert Duponchelle, Paul Durin, Alphonse Eggremont, G. Guiot, Léon Hennebicque, Hubert Hubert, Désiré Hudelo, Edmond Labitte, Louis Léstienne, Raymond Lis, Victor Magnier, Georges Nys, Joseph Parent, Alphonse Pinoy, Victor Polidori, Louis Poppe, Gustave Pottier, Louis Sandray, Édouard Schmoll, Émile Vercruysse, Hugo Vergin, Ernest Vicogne, Jules Walmée und Gustave Warlouzet an.
Steffe gehörte als Adjutant dem 1er régiment d’infanterie an und starb im August 1916 bei der Schlacht an der Somme.